# Harry Blanchard
Harry Blanchard (Burlington, Vermont, 1929. június 13. – Buenos Aires, 1960. január 31.) amerikai autóversenyző.

## Pályafutása
1959-ben részt vett a Formula–1-es világbajnokság amerikai versenyén. A futamot hetedikként zárta, négy körös hátrányban a győztes Bruce McLaren mögött. Néhány héttel később egy Argentínában rendezett viadalon vesztette életét.

## Eredményei

### Teljes Formula–1-es eredménylistája
(Táblázat értelmezése)

(Félkövér: pole-pozícióból indult; dőlt: leggyorsabb kört futott) 

| Év   | Csapat             | Modell      | Motor          | 1   | 2   | 3   | 4   | 5   | 6   | 7   | 8   | 9     | Helyezés | Pont |
| ---- | ------------------ | ----------- | -------------- | --- | --- | --- | --- | --- | --- | --- | --- | ----- | -------- | ---- |
| 1959 | Blanchard Auto Co. | Porsche RSK | Porsche Flat-4 | MON | 500 | NED | FRA | GBR | GER | POR | ITA | USA 7 | -        | 0    |